# Józef Wąsowicz
Józef Wąsowicz (ur. 19 marca 1900 w Limanowej, zm. 27 marca 1964 we Wrocławiu) – geograf, kartograf, profesor Uniwersytetu Wrocławskiego, członek Polskiej Akademii Umiejętności, współorganizator Instytutu Kartografii im. Eugeniusza Romera we Wrocławiu.
Był synem Michała i Anieli z domu Dąbrowskiej (1877-1948), bratem Tadeusza (1906-1952, harcmistrz), Stanisława (1901-1941, prawnik), Michała (1902-1970, oficer) i Zofii (1908-1980, polonistka). Ukończył I LO w Nowym Sączu.

## Mapy i atlasy wydane w Książnicy-Atlas we Wrocławiu do 1955 roku
- Mały Atlas Geograficzny E. Romer. wyd.XIV 1946, 1947, 1948, 1949, wyd. XV 1951, 1952.
- Śląsk, E. Romer, A. Wrzosek, m. fizyczna, 1:1000 000, 1946, 1947, 1948
- Polska, E. Romer, m. fizyczna, 1:2500 000, 1947
- Europa, E. Romer, m. fizyczna, 1:15 000 000, 1947,
- Polska, E. Romer, W. Migacz, m. fizyczna ścienna, 1:800 000 oraz 1:2500 000 (podręczna), 1947, 1948
- Atlas Polski Współczesnej, E. Romer, J. Wąsowicz, wyd. IV 1948, wyd. V 1950, 1951, wyd.VI 1953
- Europa, E. Romer, m. fizyczna ścienna, 1:5000 000, 1948
- Azja, Afryka, Ameryka Pn. i Pd., Australia, m. fizyczne ścienne, wszystkie 1:10 000 000, 1948
- Planigloby m. fizyczna ścienna – Półkula Wsch. i Zach., 1:20 000 000, 1948
- Grecja Starożytna, L. Piotrowicz, 1:850 000, 1948
- Mały Atlas Historyczny, Cz., Nanke, L. Piotrowicz, W. Semkowicz, 1948, 1950
- Geograficzny Atlas Polski, M. Janiszewski, 1953
- Europa w latach 1815 – 1871, M. Komaszyński, 1:4000 000